# Corrigan Lake, Kenora District
Corrigan Lake är en sjö i Kanada.   Den ligger i Kenora District och provinsen Ontario, i den sydöstra delen av landet, 1 500 km väster om huvudstaden Ottawa. Corrigan Lake ligger 341 meter över havet. Arean är 0,15 kvadratkilometer. Den ligger vid sjön Culloden Lake.
I omgivningarna runt Corrigan Lake växer i huvudsak blandskog. Trakten runt Corrigan Lake är nära nog obefolkad, med mindre än två invånare per kvadratkilometer.